# En fugl under mit hjerte
En fugl under mit hjerte er en dansk dokumentarfilm fra 1981 med instruktion og manuskript af Elisabeth Rygård.

## Handling
Filmen er et modbillede til den mængde af forløjne billeder eller tavshed, der eksisterer om perioden det første halve år efter et barns fødsel. Den skildrer nogle af de problemer, tre forskellige kvinder oplever i denne periode. Filmen bringer ingen løsninger, men stiller nogle spørgsmål. Hvordan kan folk tro, at det kun er et privat problem?